# 第一次朝鮮スパイ事件
第一次朝鮮スパイ事件（だいいちじちょうせんスパイじけん）は、北朝鮮（朝鮮民主主義人民共和国）から潜入した工作員が日本国内で諜報活動をおこない、逮捕されたスパイ事件。1950年（昭和25年）9月9日、警視庁等摘発（検挙）。
1949年（昭和24年）8月、島根県隠岐島から北朝鮮工作員、岩村吉松こと許吉松が2名の工作員とともに密入国した。許吉松は、北朝鮮内務省政治保衛局（現、国家保衛省）所属の少佐であった。

## 概要
この事件は、許吉松が在日スパイ網の首魁として、工作員の獲得、在日スパイ網の統合掌握、極東コミンフォルム（共産党・労働者党情報局）との秘密連絡、在日米軍や警察予備隊の軍事情報の収集等を行っていたスパイ事件である。許吉松は、100名近い軍事スパイの中核となって全国の米駐留軍の軍事情報を収集し、北朝鮮に報告していた。1950年6月25日、朝鮮人民軍の南進によって朝鮮戦争が始まると、北朝鮮は軍事スパイ網の活動を活発化させ、在日米軍の動向や軍事物資の輸送状況、同年8月創設の警察予備隊の編成や配置、装備について情報収集活動を展開した。

## 判決
1950年（昭和25年）9月9日、警視庁等は許吉松（当時37歳）ら40名を逮捕。最終的に13人が軍事裁判にかけられた。1951年（昭和26年）7月11日、首謀者の許吉松は警視庁内特設軍事法廷（連合国軍最高司令官総司令部(GHQ)の軍事裁判）において、重労働（懲役）10年、罰金5000ドル、服役後強制送還の判決を受けた。
その他の被告の判決は次の通り。
- B: 重労働8年、罰金2500ドル、服役後強制送還
- C: 重労働6年、罰金1000ドル、服役後強制送還
- D: 重労働6年、罰金1000ドル、服役後強制送還
- E: 重労働5年
- F: 重労働5年
- G: 重労働4年
- H: 重労働4年
- I: 重労働3年
- J: 重労働2年
- K: 重労働1年
- L: 重労働1年
- M: 重労働1年

## 許の出国
許吉松は1957年（昭和32年）に北朝鮮に出国した。